# Euselasia ethemon
Euselasia ethemon is een vlinder uit de familie van de prachtvlinders (Riodinidae). De wetenschappelijke naam van de soort werd als Papilio ethemon in 1776 gepubliceerd door Pieter Cramer.